# مجزرة حوش خميستي
مذبحة حوش خميستي (بالإنجليزية: Haouch Khemisti massacre)‏ وقعت قبل فجر يوم 22 أبريل 1997 في قرية حوش خميستي في الجزائر. وتسمى أيضاً حوش بوخليفة - خميستي. وتقع القرية على بعد 25 كيلومترا جنوب من الجزائر العاصمة بالقرب من بوقرة. قتل 93 قرويا في 3 ساعات حسب ما ذكرته وسائل الإعلام الجزائرية. تبعته في اليوم التالي من قبل مجزرة عمريا قرب ميديا.